# Gare de Marcq
Ne doit pas être confondu avec Gare de Marcq-en-Barœul.
La gare de Marcq est une ancienne gare ferroviaire belge de la ligne 94, de Hal à Tournai (frontière), située à Marcq, dans la commune d'Enghien, en région wallonne dans la province de Hainaut.
Elle est mise en service en 1877 par les Chemins de fer de l’État belge et ferme à tous trafics en 1984.

## Situation ferroviaire
Jusqu'à sa fermeture en 1984, la gare de Marcq était établie au point kilométrique (PK) 10,0 de la ligne 94, de Hal à Tournai (frontière), entre la gare d'Enghien et celle de Bassilly, située sur l'ancien tracé de la ligne 94 désaffecté en 1985.

## Histoire
La station de Marcq est mise en service, le 5 juillet 1877 par l’Administration des chemins de fer de l’État belge (future SNCB) sur la ligne de Hal à Ath, en service depuis 1866.
Elle est dotée en 1908 d'un bâtiment des recettes du plan-type 1893 dont la façade avait la particularité d'être recouverte de carrelages blancs avec un liseré brun, des pierres de taille et des motifs de frise à roues ailées ainsi qu'un auvent métallique. Il comportait une aile de six travées à droite tout comme celui, adjugé simultanément, de la gare de Péronnes-lez-Antoing, démolie en 1979.
La SNCB, arguant du déclin du trafic des voyageurs, décide de supprimer la plupart des gares de la ligne 94. Celle de Marcq, est supprimée pour l'instauration du plan IC-IR, le 3 juin 1984. Son bâtiment n'existe plus.